# Penoza
Penoza ist eine niederländische Krimi-Fernsehserie, die vom September 2010 bis Oktober 2017 auf dem niederländischen Fernsehsender NPO 3 ausgestrahlt wurde. Produziert wurde sie im Auftrag der Rundfunkgesellschaft KRO, bzw. der 2014 fusionierten KRO-NCRV. Die Hauptrolle der Carmen von Walraven de Rue wurde von Monic Hendrickx gespielt. Die Serie wurde weder für deutschsprachige Sender synchronisiert noch in diesen ausgestrahlt. 

## Inhalt
Die Serie kreist um die Amsterdamer Hausfrau Carmen van Walraven, Mutter von drei (anfänglich noch minderjährigen) Kindern. Ein beschauliches Leben in einer Amsterdamer Vorortsiedlung, fern von Kriminalität und Gewalt. Allerdings lebt die Familie in Wirklichkeit von dem Einkommen des Mannes, der, zusammen mit dem Familienmitglied Irwan und einem weiteren Freund, seit Jugendtagen einen florierenden Handel mit Haschisch betreibt. Als Irwan im Übermut von einer anderen Bande eine Ladung Kokain stiehlt, beginnen die Probleme. Es folgt eine Serie von Erpressungen, Gewalt und Mord, in der Carmen van Walraven im Bestreben ihre Familie zu beschützen – wenn auch unbeabsichtigt – zur großen Figur im niederländischen Drogenhandel aufsteigt. Sie wird zu einer Penoza, einer Unterweltkönigin.
Es werden Ähnlichkeiten zur US-amerikanischen Serie Breaking Bad (2008–2013) erkennbar, in der ebenfalls ein unbescholtener Familienvater und Chemielehrer in einen Strudel krimineller Ereignisse und Bandengewalt gerät und, um sich und seine Familie zu schützen, unaufhaltsam zu einem gefürchteten Drogenboss der südlichen USA aufsteigt.

## Name
Penoza ist eine weibliche Personifizierung des Wortes Penoze. Dieses ist das niederländische Slangwort für die kriminelle Unterwelt. Es entstammt der niederländischen Gaunersprache, dem „Bargoens“, welches wiederum viele Entlehnungen aus dem Jiddischen hat. Das Wort Penoze stammt so auch vom hebräischen Parnose (פּרנסה) ab, was für „Einkommen“ oder „Lebensunterhalt“ steht.

## Produktion
Die Erstsendung erfolgte am 12. September 2010. Aufgrund der guten Kritiken und der zufriedenstellenden Einschaltquoten bestellte KRO beim Produzenten NL Film eine zweite Staffel. Am 24. Oktober 2011 begannen die Aufnahmen zu Penoza II.
Ab dem 25. November 2012 wurde die zweite Staffel, hier bereits mit 10 Folgen, ausgestrahlt. Zusammen wurden bis zum 29. Oktober 2017 fünf Staffeln gesendet. Jede Folge kostete zwischen 200.000 und 250.000 Euro.

## Drehorte
Die Aufnahmen im Haus von Carmen und Frans (1. Staffel) entstanden nördlich von Amsterdam in Akersloot. Teile der 4. Staffel wurden in Westervelt gedreht. In Aerdenhout sah man die Wohnung Carmens und ihrer Familie in der 5. Staffel ebenso wie die Häuser von Henk Ooms, Justine de Heer und Jack van Zon. Weitere Orte waren Abcoude (Wohnung Carmen 2. Staffel), Vinkeveen (Wohnung Carmen 3. und 4. Staffel), Weesp (Haus des Coach), Haarlem (Haus von Simon Zwart), Loenersloot (Haus von John und Koen de Weerd), im Hafen von Ijmuiden („Bohrinsel“ in Staffel V) und natürlich Amsterdam selbst (u. a. am Leidseplein).

## Figuren
Die Titelrolle spielt Carmen van Walraven (Monic Hendrickx), die glücklich mit Frans van Walraven (Thomas Acda) verheiratet ist und drei Kinder mit ihm hat: den ältesten Sohn Lucien van Walraven (Niels Gomperts), die Tochter Nathalie van Walraven (Sigrid ten Napel) und den jüngsten Sohn Boris van Walraven (Stijn Taverne). Zusammen mit seinen beiden besten Freunden Irwan de Rue (Fedja van Huêt) und Steven Breusink (Marcel Hensema) betreibt Frans das Geschäft „De Winkel“ (niederländisch für „der Laden“), das auf den Verkauf und den Handel mit Haschisch spezialisiert ist. „De Winkel“ wird von André de Rue (Tom Jansen) beaufsichtigt. André und Fiep Homoet (Olga Zuiderhoek) sind die Eltern von Carmen, Irwan und Marleen Kruimel (Maartje Remmers). Letztere will von allem nichts wissen. Ihr Ehemann Johan Kruimel (Johnny de Mol) ist da schon etwas misstrauischer. André macht seine Geschäfte nicht allein, sondern wird immer von dem treuen Leibwächter Nicolaas Luther (Raymond Thiry) und dem Buchhalter Simon Zwart (Marcel Musters) unterstützt. Letzterer wird später Carmen hintergehen.
Carmen erhält viel Unterstützung von ihren beiden besten Freundinnen Sandrina Breusink (Medina Schuurman) und Hanneke de Rue (Peggy Jane de Schepper), den Ehefrauen von Frans’ Gefährten. Nach dem Tod von Frans trifft Carmen die neue Liebe ihres Lebens, John de Weerdt (Eric Corton). Gemeinsam mit Johns Sohn Koen de Weerdt (Joost Koning) und ihren eigenen Kindern versucht sie, ihr Leben neu zu gestalten. Dabei erhalten sie auch Hilfe von Schwiegertochter Reina Pasalic (Eva van de Wijdeven), die zwar mit Raul 'Speedy' Willems (Mads Wittermans), einem Schwerverbrecher, liiert ist, aber eine Liaison mit Carmens Sohn Lucien eingeht. Carmen bekommt nach einem Attentat auch Hilfe von Rehabilitationstrainer Maik Kneefel (Barry Atsma), um ihr Leben wieder in den Griff zu bekommen. Im Laufe der Serie wird der jüngste Sohn Boris immer mehr als gebrochene Figur gezeichnet. Als Augenzeuge mehrerer Morde, u. a. sein Vater und sein bester Freund, plant der verschlossene Junge im Verborgenen tödliche Racheakte, die er auch bisweilen in die Tat umsetzt.
Im Laufe der Zeit machen sich Carmen und die Familie De Rue auch Feinde: Christiaan Schiller (Filip Peeters), Henk Ooms (Willem Nijholt), Jack van Zon (Peter Blok), Sjaak „der Coach“ Westermaat (Jacob Derwig) und ein mexikanisches Drogenkartell sind ihre größten Widersacher. Bisweilen tritt auch Berry Reitens (Loek Peters), eigentlich Carmens Beschützer und „Mann für’s Grobe“, als Bedrohung auf.
In der Zwischenzeit versucht Kommissar Jim Leeflang (Hajo Bruins) mit Hilfe von Staatsanwältin Justine de Heer (Jacqueline Blom) und dem Undercover-Agenten Lucas „Storm“ Albema (Gijs Naber), Carmen und ihre Komplizen für ihre Taten zu dingfest zu machen. Torpediert werden die Ermittlungen durch einen Spitzel in den Reihen der Polizei, der Carmens Feinden Informationen zuträgt. Zudem wechselt Storm durch Zuneigung zu Carmens Tochter die Seiten; Justine de Heer arbeitet in ihrer Verbissenheit nicht nur juristisch unsauber, sondern später auch als Helferin des Coach. Leeflang erweist sich hingegen als freundlicher Ermittler, der trotz seines polizeilichen Auftrags mit Carmen und ihrer Familie stets fair umgeht.

## Handlung

### Staffel I (2010)
Das Amsterdamer Ehepaar van Walraven wohnt gut situiert in einem eigenen Haus und hat drei Kinder. Ihr Einkommen erwirtschaften sie mit einem Jachthafen. Jedoch ist das nur die Tarnung für ihr illegales Einkommen, dass der Familienvater zusammen mit einem Schwager durch den Handel mit Haschisch erwirtschaftet. Carmen van Walraven, welche bislang nur Mitwisserin ist, entdeckt, dass ihr Mann Frans durch eine grobe Leichtsinnigkeit von Carmens Bruder Irwan in eine deutlich größere Rolle der Amsterdamer Unterwelt hineingewachsen ist, als sie dachte. Sie zwingt ihn damit aufzuhören, was anscheinend auch gelingt. Dann aber wird Frans vor den Augen seines Sohnes Boris erschossen. Carmen, die nun alle Geschäfte und Verbindlichkeiten geerbt hat, wird von Gläubigern bedrängt und bedroht. Das verbietet ihr auch einfach aus dem Drogenhandel auszusteigen. Auch die Justiz ist hinter ihr her, weil sie gegen die Komplizen ihres Mannes aussagen soll.
Carmen erwehrt sich so gut sie es kann, um sich und ihre Familie zu schützen. Bald jedoch weiß sie bald nicht mehr, wem sie vertrauen kann und die Grenzen zwischen Gut und Böse verschwimmen. Am Ende stellt sich ihr Vater als Auftraggeber an dem Mord von Frans heraus. Er und ihr Bruder werden verhaftet und sie verlässt mit ihrer Familie das Land nach Australien.

### Staffel II (2012–2013)
In der zweiten Staffel kehrt sie mit ihrer Familie heimlich in die Niederlande zurück. Hier lernt sie nun auch ihren zweiten Mann nebst Stiefsohn kennen, der aber zunächst nichts von ihrem Vorleben weiß. Die Staatsanwältin Justine de Heer versucht, mit zum Teil unsauberen Mitteln zunächst Henk Ooms, Chef einer weiteren konkurrierenden Drogenbande, dann Carmen dingfest zu machen; jedoch werden beide, aufgrund von Verfahrensfehlern und Aussageverweigerungen, unabhängig voneinander wieder freigelassen. Ooms will Schadenersatz für das von Irwan (in der ersten Staffel) entwendete Kokain und setzt ihn unter Druck. Um wiederum Ooms unter Druck zu setzen, der auch Carmens Familie bedroht, entführt Carmen dessen Tochter Pamela (und Ehefrau von Irwan). Dabei kommt diese bei einem Fluchtversuch versehentlich zu Tode. Es folgt ein Showdown zwischen Carmen und Henk Ooms, der sich als ihr leiblicher Vater entpuppt. Was Carmen aber nicht abhält ihn zu töten.

### Staffel III (2013)
In der Unterwelt hat Carmen seitdem die Zügel fest in der Hand. Gemeinsam mit der Freundin ihres ältesten Sohnes, Reina, dem Leibwächter Luther und Berry, ihrem „Mann für’s Grobe“, leitet sie die Drogengeschäfte und treibt Überseehandel mit dem Mexikaner Rosales, der als Statthalter eines überaus brutalen mexikanischen Drogenkartells von Carmens Kontakten in den Rotterdamer Hafen profitiert. Auch als Mutter ist sie in der Lage, die Familiensituation in ruhigem Fahrwasser zu meistern. Durch Fehlschläge und einer neuen Bedrohung durch eine jugoslawische Bande, die auch etwas „vom Kuchen abhaben“ wollen, ist ihr Leben und das Leben ihrer Angehörigen aber nicht mehr sicher. Sie entledigt sich mithilfe von Berry und Luther dieser Gefahr und übernimmt auch das Geschäft der Jugoslawen. Zwischenzeitlich entgleist ihr die Zusammenarbeit mit den Mexikanern. Diese werden durch ein Leck festgenommen und sie steht fortan bei ihnen unter Verdacht, sie verraten zu haben. Sie beschließt mit ihrer Familie ins Ausland zu fliehen. Als alle beisammen sind und losfahren wollen, wird Carmen von Berry niedergeschossen. Diesen hatte der sie aus Habgier hintergehende Anwalt Zwart beauftragt.

### Staffel IV (2015)
Carmen erwacht aus dem Koma und kämpft sich zurück ins Leben. Begleitet wird sie u. a. mental von dem attraktiven Leiter der Gefängnis-Reha. Von der Staatsanwaltschaft in Gestalt Justine van Heer wird sie überredet das mexikanische Kartell zu unterwandern und ihr Informationen zu liefern. Zwischenzeitlich wird ihr jüngster Sohn Boris von einer Unterweltfigur, die „der Coach“ genannt wird, entführt und von Heroin abhängig gemacht. Mehr noch: Jener „Coach“ bildet Jugendliche seiner Fußballtrainingsgruppe zu Killern aus, so auch Boris, der sich als talentierter Schütze erweist. Einer der anderen Jugendlichen erschießt kaltblütig Carmens Ehemann John und ihren Stiefsohn. Boris erschießt im Auftrag des Coach einen mexikanischen Drogenbaron und will in seinem Drogenrausch auch seine Mutter erschießen. Als die Pistole dann eine Fehlfunktion hat, flieht er. Carmen, immer noch die liebende Mutter, sucht Boris und findet dabei auch den ruchlosen Coach, den sie erschießt. Es stellt sich heraus, dass Justine seine Schwester ist und diese ein hinterhältiges Spiel trieb. Zudem arbeitet Justine mit Jack van Zon, dem, noch vor Irwan, ersten Ehemann der getöteten Pamela, zusammen, Dieser, wie es scheint, will Rache an Carmen nehmen. In Wirklichkeit aber ist er verliebt in Carmen und will ihre Zuneigung erzwingen. Nach einem Schusswechsel in Van Zons Haus werden alle, bis auf Carmen, festgenommen.

### Staffel V (2017)
In der fünften und auch letzten Staffel geht es Carmen zunächst gut. Ihre Kinder sind glücklich und das Drogengeschäft läuft rund. Carmen denkt bereits daran aufzuhören, will aber noch einen letzten großen Coup landen, bevor sie sich endgültig aus der Unterwelt verabschiedet. Da taucht plötzlich eine Bande gut organisierter Jugendlicher auf, die es auf Carmens Geschäft abgesehen hat. Der junge Anführer, aufstrebender Sohn eines in Amsterdam lebenden, flämischen Ecstasy-Produzenten (der auch eine Liebesbeziehung zu Carmen eingeht), geht gewissenlos über Leichen, um an sein ehrgeiziges Ziel zu kommen und arbeitet auch mit dem mexikanischen Drogenkartell in Gestalt zweier US-amerikanischer Killer zusammen. Durch diese neuen verwirrenden Ereignisse wenden sich die Kinder Carmens zunehmend von ihr ab und der Schwiegersohn (Storm) will sie sogar an die Polizei verraten. Dieser wird aber von Berry getötet, was seine Frau (Natalie) wiederum zum Anlass nimmt, ihn aus spontaner Rache mit dem  Auto schwer zu verletzen. Die Situation wird nun von allen Seiten bedrohlicher und Carmen muss am Ende alles aufgeben und arbeitet schließlich mit der Polizei zusammen, um ihre Familie zu beschützen. Am Schluss ertrinkt sie – zumindest in den Augen aller Beobachter – im Hafenbecken von Rotterdam. Das reicht, um das mexikanische Kartell von der Rache an ihrer Familie abzubringen.

### Film (2019)
Zu der Serie und als ihr Epilog wurde ein Spielfilm mit dem Titel Penoza – Die Rächerin (Penoza: The Final Chapter) produziert, der Ende 2019 in die Kinos kam. Nachdem sie sich zwei Jahre lang ohne das Wissen ihrer Kinder im Ausland versteckt hat, wird Carmen in die Niederlande zurückgebracht, wo sie auf das mexikanische Kartell trifft, das auf Rache sinnt.

## Merchandise

### DVD
Die erste Staffel erschien am 16. November 2010 auf DVD; die zweite Staffel erschien am 19. Februar 2013; die Dritte am 11. Dezember 2013, die Vierte am 15. Dezember 2015 und schließlich die fünfte Staffel am 14. November 2017.

### Buch
Zu Ende des Jahres 2010 erschien das Buch eines der Drehbuchautoren der Serie, Pieter Bart Korthuis (Mitwirkung u. a. an Wenn die Deiche brechen). Der Thriller ist nach der Serie benannt und hat 311 Seiten. Der Umschlag zeigt Monic Hendrickx in ihrer Rolle als Carmen van Walraven.

## Rezeption

### Einschaltquoten
| Staffel | Zeitraum                               | Sendezeit     | Folgen | Zuschauer |
| ------- | -------------------------------------- | ------------- | ------ | --------- |
| I       | 12. September 2010 – 31. Oktober 2010  | Sonntag 20:30 | 8      | 621.000   |
| II      | 25. November 2012 – 20. Januar 2013    | Sonntag 20:30 | 10     | 840.000   |
| III     | 29. September 2013 – 1. Dezember 2013  | Sonntag 20:30 | 10     | 948.000   |
| IV      | 13. September 2015 – 15. November 2015 | Sonntag 20:30 | 10     | 980.000   |
| V       | 27. August 2017 – 29. Oktober 2017     | Sonntag 20:30 | 10     | 855.000   |

### Preise und Nominierungen
| Jahr | Staffel       | Nominierung                       | Kategorie                                                 | Person          | Resultat  |
| ---- | ------------- | --------------------------------- | --------------------------------------------------------- | --------------- | --------- |
| 2010 | Staffel 1     | Beeld en Geluid Award             | Beste Schauspielerin                                      | Monic Hendrickx | Gewinner  |
| 2010 | Staffel 1     | Beeld en Geluid Award             | Fiktion                                                   |                 | nominiert |
| 2011 | Staffel 1     | Lira Scenarioprijs                | Bestes niederländische Fernsehdrama                       |                 | nominiert |
| 2011 | Staffel 1     | Zilveren Krulstaart               | Bestes Drehbuch Fernsehserie                              |                 | nominiert |
| 2013 | Gesamte Serie | Crimezone Awards of Honor         | Beste niederländischsprachige Krimiserie Besehen bis 2012 |                 | Gewinner  |
| 2013 | Staffel 2     | Zilveren Krulstaart               | Bestes Drehbuch TV-Serie                                  |                 | Gewinner  |
| 2013 | Staffel 2     | Goldenes Kalb                     | Beste Schauspielerin in einem Fernsehdrama                | Monic Hendrickx | Gewinner  |
| 2013 | Staffel 3     | Gouden Televizier-Ring Vorauswahl | Beste Dramaserie                                          |                 | Gewinner  |
| 2014 | Staffel 3     | De tv-beelden                     | Beste Dramaserie                                          |                 | nominiert |
| 2014 | Staffel 3     | De tv-beelden                     | Beste Nebenrolle (m/w)                                    | Olga Zuiderhoek | Gewinner  |
| 2014 | Staffel 3     | Gouden Televizier-Ring            | Beste Fernsehsendung                                      |                 | nominiert |
| 2015 | Staffel 4     | De tv-Beelden                     | Beste Nebenrolle                                          | Jacob Derwig    | Gewinner  |
| 2016 | Staffel 4     | Gouden Televizier-Ring            | Beste Fernsehsendung                                      |                 | nominiert |
| 2016 | Staffel 4     | Gouden Televizier-Ring            | Beste TV-Actrice                                          | Monic Hendrickx | nominiert |

### Ausland
Penoza wurde an verschiedene Fernsehsender im Ausland verkauft. Der flämische Rundfunk VRT strahlte sie auf ihrem Sender Eén ab dem 26. Januar 2012 aus. Da in der Serie ein starker Amsterdamer Dialekt gesprochen wird, den Niederländisch sprechende Belgier kaum verstehen, wurden einige Folgen mit hochniederländischen Untertiteln versehen. Auch in Großbritannien wurde Penoza gezeigt. In anderen Ländern wurde jeweils ein nationales Remake produziert. So sah man in Polen 2012 auf Canal+ eine polnische Kopie mit dem Titel Krew z krwi („Blut aus Blut“). In den USA wurde die Serie für ABC neu produziert unter der Gestaltung der Drehbuchautorin Melissa Rosenberg. Zwischen März und Mai 2013 wurden acht Folgen unter den Namen Red Widow ausgestrahlt, jedoch blieben die Zuschauerzahlen hinter den Erwartungen zurück und eine zweite Staffel wurde nicht mehr aufgelegt. Pieter Bart Korthuis, Drehbuchschreiber der Originalserie, glaubt einen Grund darin zu sehen, dass viele der Nebenhandlungen, die die niederländische Version so vertraut machten, weggelassen wurden. In Schweden wurden die Serie durch Camilla Ahlgren und Martin Asphaug für Kanal 5 bearbeitet. Unter dem Namen Gåsmamman („Die Gänsemutter“) wurden von Ende 2015 bis 2022 in sechs Staffeln 46 Folgen gesendet. Auch auf dem Privatsender TV 4. Diese Serie wurde auch über den finnischen Sender MTV3 ausgestrahlt. Hier lautete der Name Gåsmamman - Naarasleijona („Die Gänsemutter - Löwin“). In der Slowakei gab es ein Remake durch Michaela Strnad und Nikoleta Gstach. Die so entstandene Serie Vdova („Witwe“) wurde in 19 Folgen von Januar bis Mai 2014 durch den Sender TV JOJ ausgestrahlt. Diese Serie wurden dann auch an Russland verkauft. Auch in Indien erschien 2020 ein Remake unter dem Namen Aarya.
Im deutschsprachigen Raum erschien die Serie nie.

## Spin-Off:Doodstil
Im Dezember 2020 erschien ein Ableger von Penoza, ein vierteiliges Prequel unter dem Namen Doodstil. Hierin werden die Geschehnisse der Figur Luther, gespielt von Raymond Thiry, die zeitlich vor der Spielhandlung der Serie Penoza erfolgten, näher beleuchtet.

## Brettspiel
2016 wurde von einem niederländischen Spielehersteller unter der Namenslizenz Penoza ein Brettspiel herausgebracht, bei dem es darum geht Drogenpakete zu verstecken, Schulden zu begleichen und gleichzeitig vor der Polizei auf der Hut zu sein. Das Set besteht aus einem Spielbrett, Würfeln, Spielgegenständen, Spielgeld und Ereigniskarten.

## Sonstiges
Die Serie nimmt die realen Gegebenheiten des großangelegten Drogenschmuggels über die Seehäfen der Niederlande und Belgiens zum Vorbild. Neben Penoza gibt es seit 2018 eine weitere niederländische Kriminalfernsehserie namens Mocro Maffia mit ähnlichem Inhalt. Jedoch ist diese näher an echten Geschehnissen um die sogenannte Mocro Maffia angesiedelt, auch wenn die einzelnen Episoden der Serie fiktional angelegt sind.